# HD 90472
HD 90472，又名BD+20 2487，SAO 99128、HR 4097，是一颗恒星，视星等为6.15，位于銀經218.32，銀緯56.05，其B1900.0坐标为赤經10h 21m 34.2s，赤緯+19° 56.05′ 25″。